# جاي إتش كولتون
جاي إتش كولتون (بالإنجليزية: J. H. Colton)‏ هو عالم رسم الخرائط وجغرافي أمريكي، ولد في 5 يوليو 1800 في لونغميدو في الولايات المتحدة، وتوفي في 29 يوليو 1893.

## معرض صور

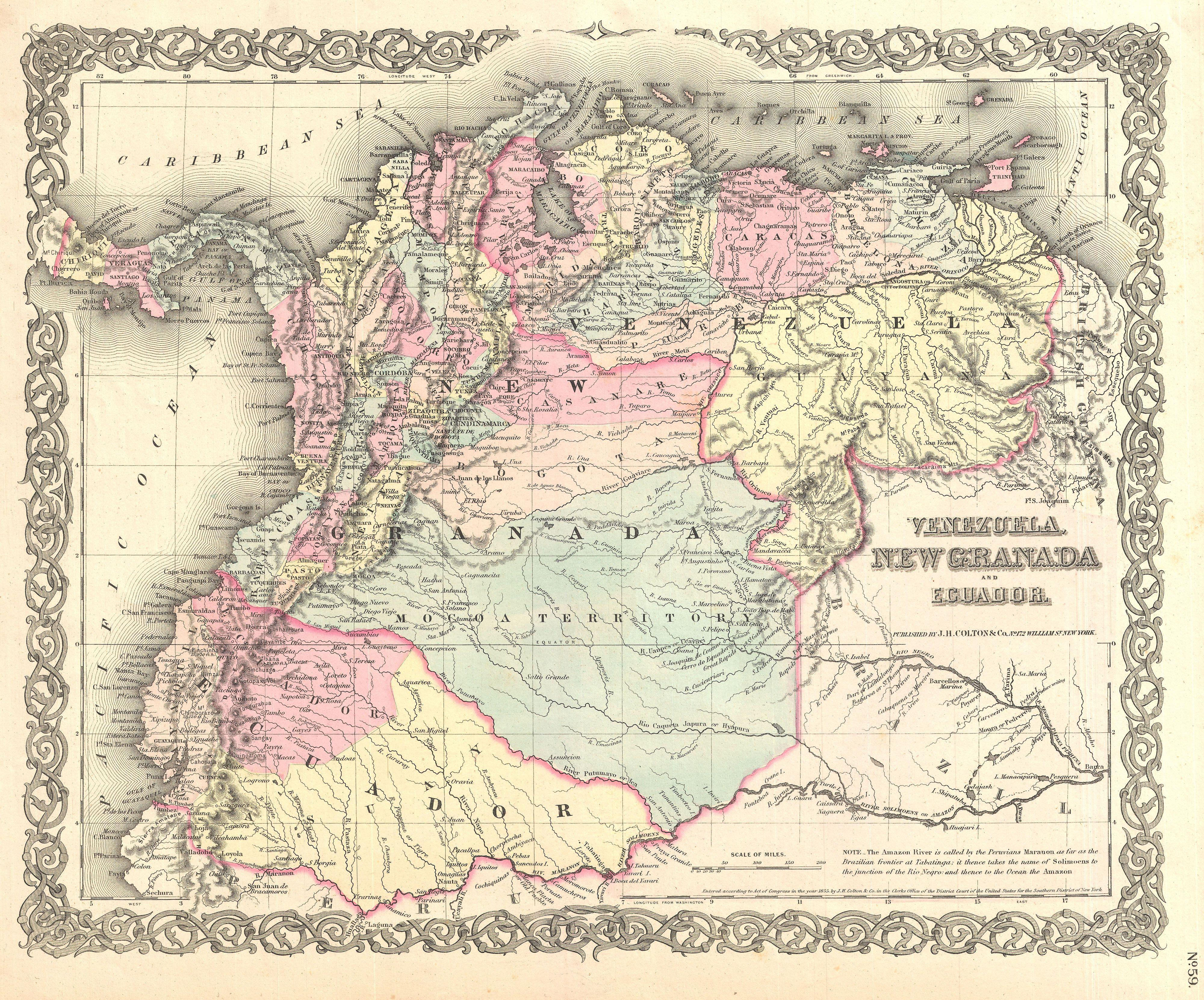
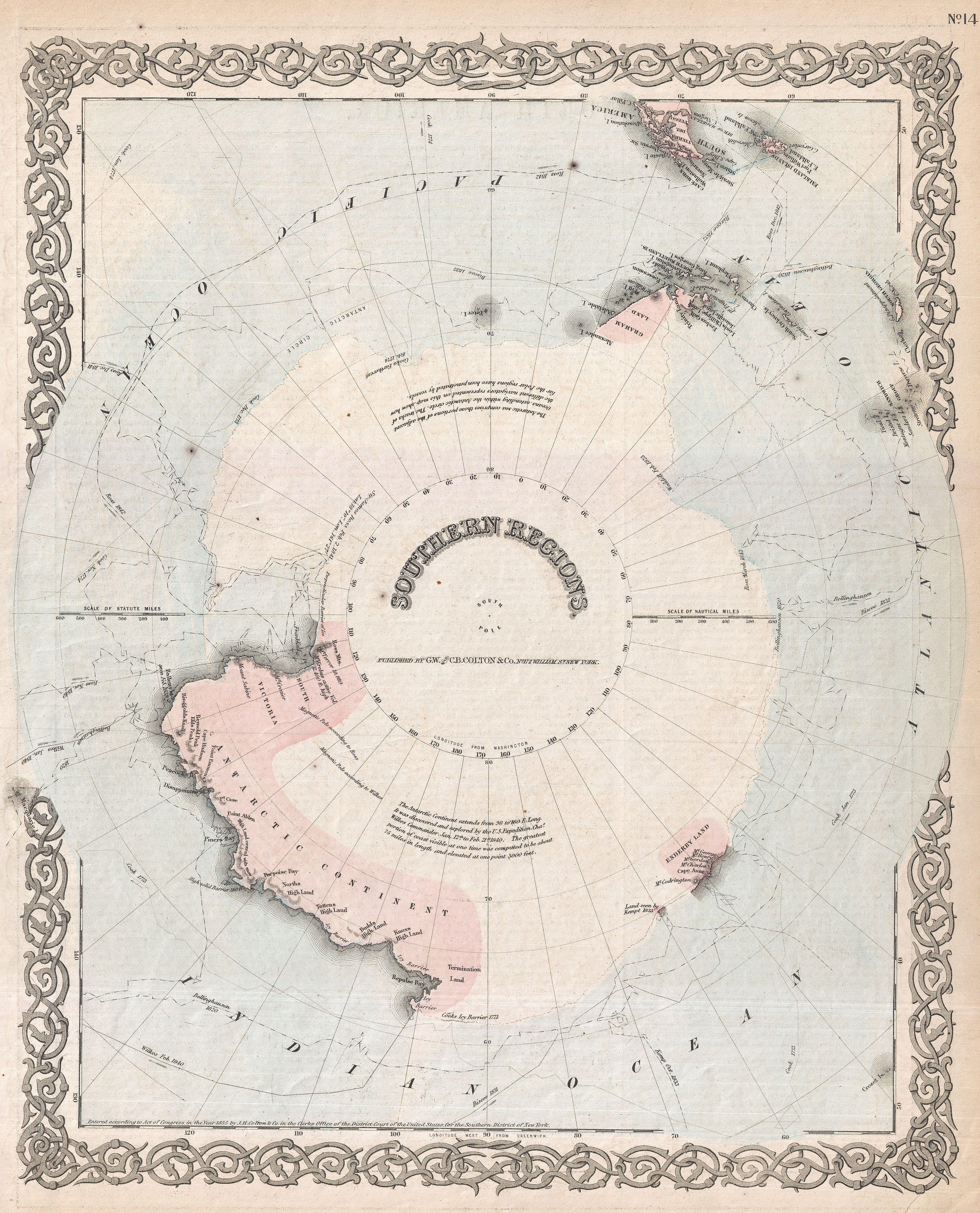
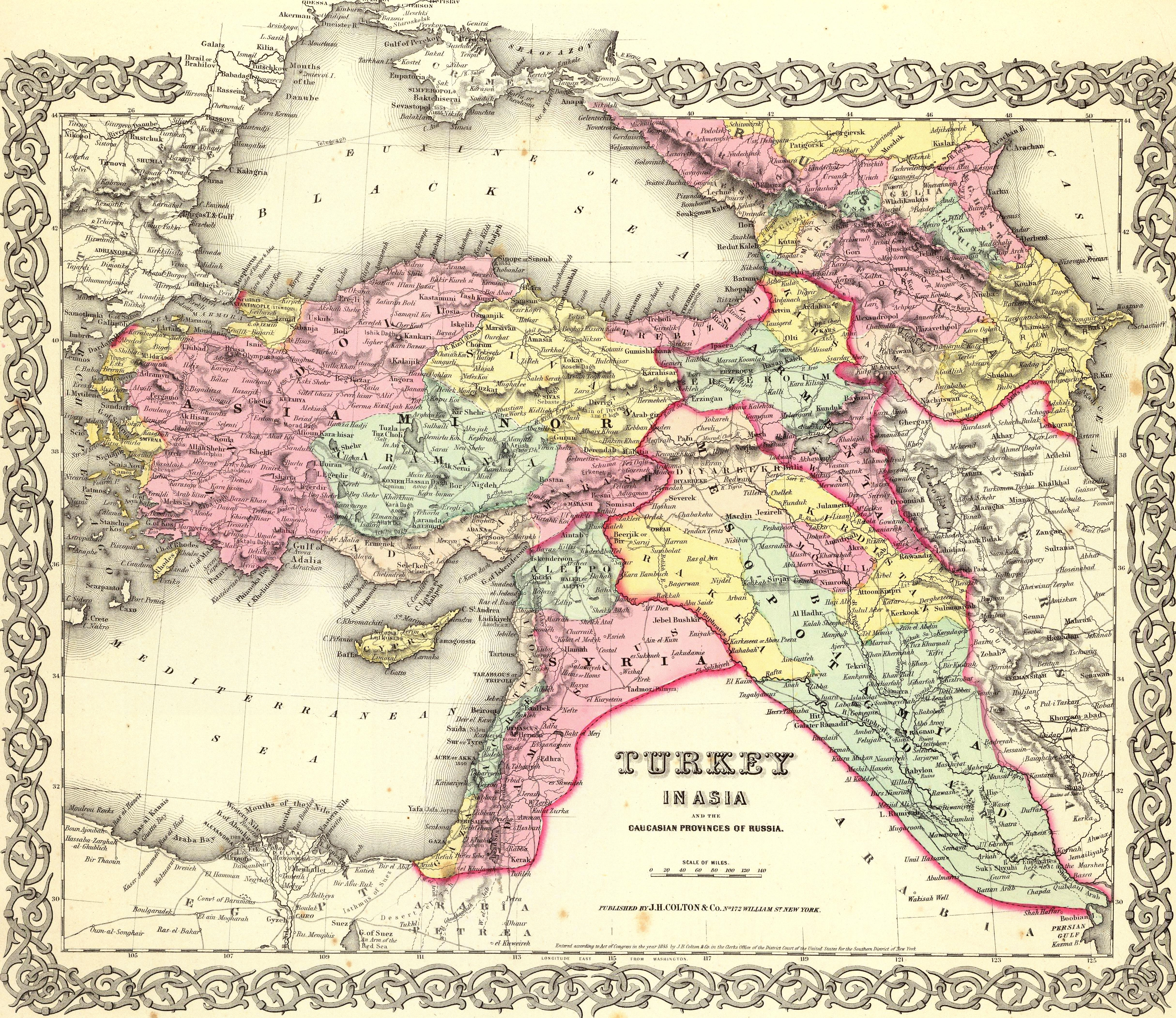
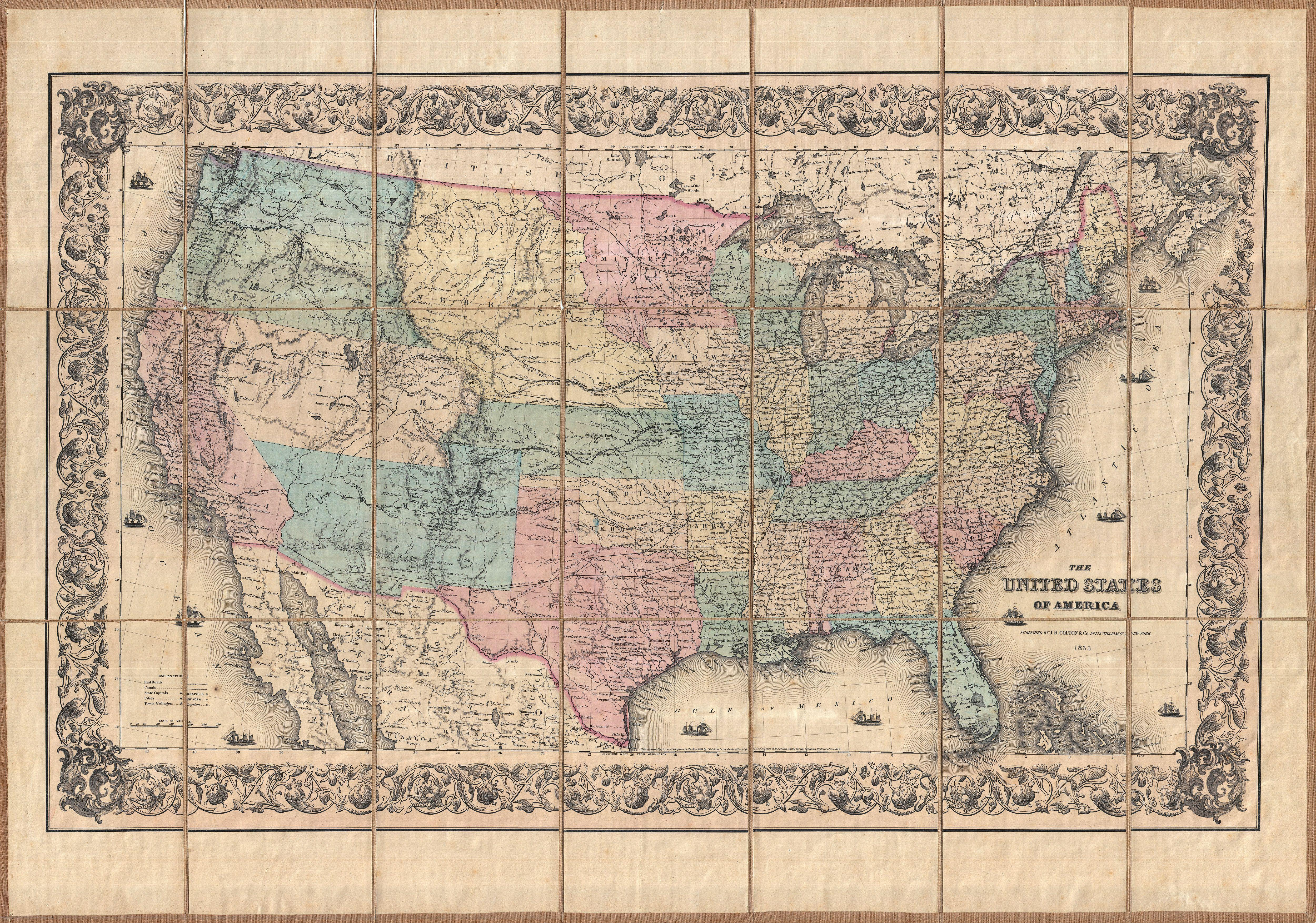
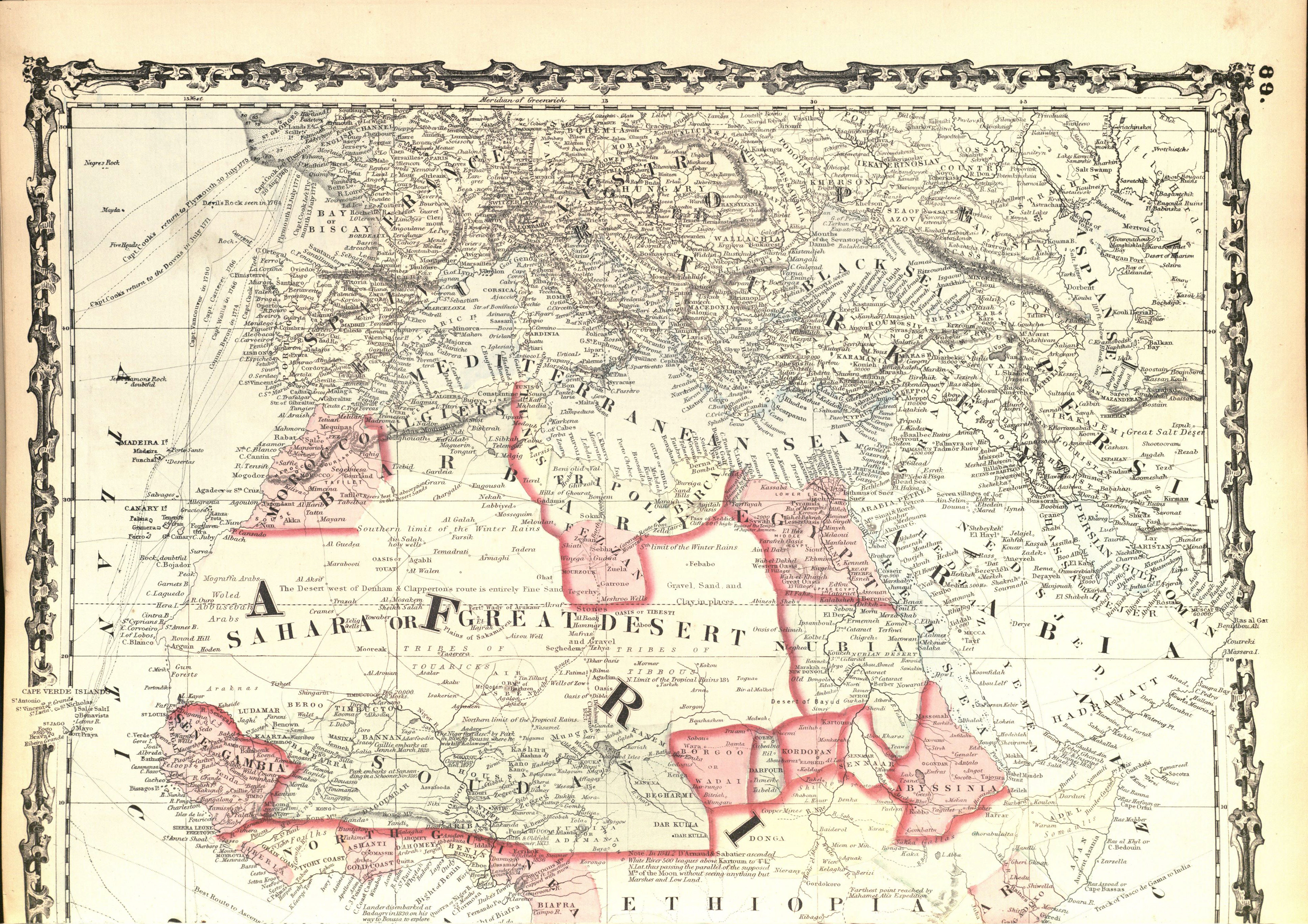